# Ivica Šerfezi
Ivica Šerfezi  (serbokroatisch-kyrillisch Ивица Шерфези; * 1. Dezember 1935 in Zagreb, Königreich Jugoslawien; † 29. Mai 2004 ebenda, Kroatien) war ein jugoslawischer bzw. kroatischer Schlagersänger, der auch in der DDR produzierte deutschsprachige Schlager sang.

## Biografie
Ivica Šerfezi studierte an der Pädagogischen Hochschule in Zagreb und war in den 1950er Jahren einer der besten Tennisspieler Jugoslawiens. Seit den frühen 1960er Jahren war er einer der beliebtesten Schlagersänger Jugoslawiens. Seine stilistische Bandbreite reichte von Beat bis zu volkstümlichem Schlager im Oberkrainer-Stil. Ab Anfang der 1970er Jahre trat er auch in der DDR mit deutschsprachigen Schlagern auf.
Viele seiner jugoslawischen Schlager wurden von Nikica Kalogjera komponiert; auch Đorđe Novković schrieb einige Schlager für ihn. Daneben coverte Šerfezi zahlreiche westliche Stücke wie „Things“ (Ja za ljubav dosad nisam znao) von Bobby Darin und das ursprünglich von Peter Kraus gesungene „Schwarze Rose, Rosemarie“ (Crna Rosemarie, komponiert von Werner Scharfenberger). Er machte gemeinsame Schallplattenaufnahmen mit den Bands Crveni Koralji (Rote Korallen) und Pro Arte sowie mit Zdenka Vučković. Später sang er serbokroatische Coverversionen von „Mama Leone“ (Original gesungen von Bino, komponiert von Drafi Deutscher) und „Santa Maria“ (von Oliver Onions, in Deutschland bekannt in der Version von Roland Kaiser).
Sein größter Erfolg in der DDR war „Meerblaue Augen wie die Adria“ (1972), komponiert von Rudi Werion. Ralf Petersen komponierte für ihn „Wenn am Meer die Sonne sinkt“ (1985), „Hochzeitstag“ (1986) und „Du hast mein Wort“ (1987).

Sowohl in serbokroatischer als auch in deutscher Sprache sang er in den 1980er Jahren Duette mit Ljupka Dimitrovska. Bei einigen der deutschsprachigen Lieder handelt es sich um deutsche Versionen von Liedern, die ursprünglich auf Serbokroatisch aufgenommen worden waren.
Zu Beginn des Kroatienkrieges schloss sich Ivica Šerfezi dem Croatian Music Aid an, der späteren Kroatischen Musikunion. Am 16. Januar 1992 trat er mit kroatischen Musikern auf dem Konzert Moja Domovina (Meine Heimat) in der Konzerthalle „Vatroslav Lisinski“ anlässlich der internationalen Anerkennung Kroatiens auf.

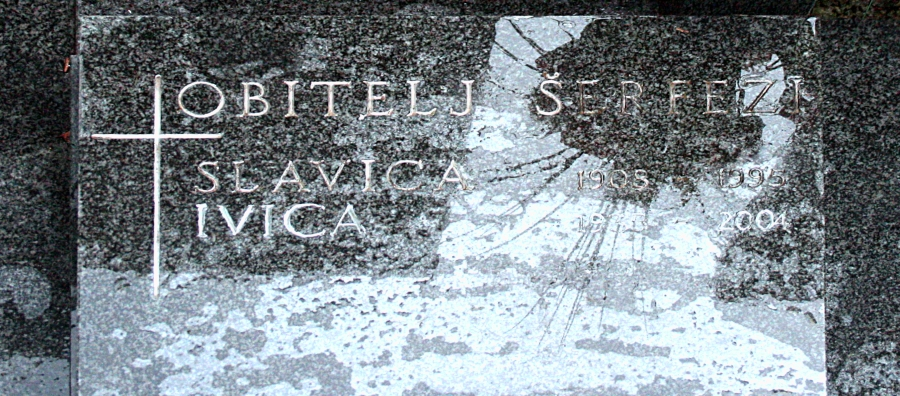
Grab von Ivica Šerfezi auf dem Mirogoj-Friedhof in Zagreb.

Nur wenige Tage vor seinem Tod hielt Ivica Šerfezi sein letztes Konzert in Dubrovnik ab und hatte bereits seine Sommertournee an der Adriaküste sowie Herbstkonzerte zusammen mit Ljupka Dimitrovska in mehreren deutschen Städten vereinbart.
Ivica Šerfezi starb im Alter von 68 Jahren an Krebs. Nach seinem Tod wurde er auf dem Mirogoj-Friedhof in Zagreb beigesetzt.

## Diskografie
Die Diskographie ist noch unvollständig. Insgesamt gab es in Jugoslawien ca. 50 Singles und 6 LPs, in der DDR einige Singles und 6 LPs, in der UdSSR 5 LPs und in Kanada 1 LP. Weiterhin diverse Einzeltitel auf LP von Festivals Split, Zagreb, Krapina usw.

### Jugoslawien
- Ivica Šerfezi i Ansambl „Crveni Koralji“: Crvene ruže; Ja za ljubav dosad nisam znao; Zov divljene; Pravi se sretnom kad si tužna (1964, EP, Jugoton EPY-3478)
- Vrati mi srce; Crna Rosemarie; Duga nad tvojom ulicom; Ne, ne, Valentina (1966, EP, Jugoton EPY-3615)
- Ivica Šerfezi i Kvartet Melos: Marija Elena (und 3 weitere Stücke, 1967, EP, Jugoton EPY-3860)
- U dvoje je ljepše (1980, mit Ljupka Dimitrovska)
- Slovenska veselica (1985, mit Ljupka Dimitrovska)

### DDR / Deutschland
- Meerblaue Augen (1973, Single, Amiga 455892)
- Unter südlicher Sonne (1973, LP, Amiga 855293, nur A-Seite Ivica Šerfezi, B-Seite Dani Maršan)
- Silberne Nächte über Montenegro (1974, LP, Amiga 855386)
- Wo die Taverne ist; Jeder Sommer vergeht (1974, Single, Amiga 456010)
- Deinen Abschiedsbrief (1975, Single, Amiga 456178)
- Serenade für Dich (1979, LP, Amiga 855688)
- Ljupka & Ivica: Gitarre Gitarre; Zu zweit ist es schöner (1982, Single, Amiga 456516)
- Ljupka & Ivica: Wo der Wildbach rauscht (1985, LP, Amiga 856156)
- Ljupka & Ivica: Wo die Alpenrosen blühn (1989, LP, Amiga 856430)

- 1990 CD Alpenklänge aus Oberkrain – Wo die Alpenrosen blühn – Ljupka & Ivica (18 Tracks aus LP 1985/89, DORADO 2155 071)
- 1990 CD Alpenklänge aus Oberkrain – Wo die Alpenrosen blühn – Ljupka & Ivica (18 Tracks aus LP 1985/89, Fortune 3242-2)
- 2004 CD „Seine 20 größten Hits“ (BMG-Amiga)
- 2009 3 CD-Box – Die Hits aus den Bruderländern – CD 1 – Alpenklänge mit Ljupka & Ivica (LP 1985/89 ohne Titel „Das war immer so“ wegen Platz 80 min) – CD 2 – Die schönsten Melodien im Adria-Sound – Ljupka, Ivica, Miro Ungar, Dani Marsan, Tereza Kesovija – CD 3 – Bunt wie ein Blumenstrauß – Schlagererfolge Bruderländer

### Kroatien
- 1994 Romantično (Croatia Records)
- 1995 Slovenska veselica (Croatia Records)
- 1998 Gold Mix Šerfezi (incl. „Neka Suze Teku“, Croatia Records)
- 2000 Zlatni časi (ZG ZOE, Titel 10 und 12 der Trackliste fehlen !!!)
- 2001 Pjesme za dušu (Memphis Zagreb)
- 2002 Zeko i potočić (Croatia records, 6 Kinderlieder aus 1967/68)
- 2004 Moj život, moje pjesme (Croatia Records)
- 2004 Vječni Šerfa – Zadnja želja (Memphis Zagreb)
- 2007 Vječni Šerfa – Zadnja želja (Maestro Zagreb)
- 2009 The Platinum Collection – 48 velikih hitova (Croatia Records)

### Slowenien
- 1998 Gold Mix Šerfezi (incl. Oberkrainer Medley, Megaton Records CD 071)
- 1999 Malaika (Megaton Records CD 085)
- 1999 V tvoje je lepše (Muzika UD-29)
- 2000 Zlati časi (S-records SRS/CD 06)
- 2003 Zlatne pjesme zlatnog dečka – 18 najljepših pjesma (Slovenija Records SRS/CD-32)
- 2004 Zlatne pjesme zlatnog dečka (nur geändertes Cover – blau)
- 2005 Best of Ivica Šerfezi (NANA Records CD 1014, Megaton, wie Gold Mix slo. Version)
- 2006 Najlepši dueti – Ljupka & Ivica (Muzika PCD 1089, Tracks wie CD „V tvoje je lepše“ 1999)

### Kanada
- Sjećanja Na Rodni Kraj – Memories Of Home (ca. 1969)